# Yoni Roch
Yoni Roch, né le 21 juin 1978 à Nanterre, est un sportif de haut niveau en sports de combats (karaté wado-ryu et boxe chinoise). Cascadeur, acteur français, il est également chorégraphe de scènes d'action et de scènes de combats pour le cinéma. Il a réalisé deux courts-métrages.

## Biographie
Originaire de Colombes  il décroche le titre de Champion du Monde Boxe Chinoise Technique en 1997 avec Cyril Raffaelli en Argentine.
Il est alors repéré par Denis Vincenti qui le fait intégrer l'équipe de chroniqueurs quotidienne de France 2 pour l'émission « Qu’est ce qui se passe quand ? », présentée par Gael Leforestier, où il sera le chroniqueur "cascadeur"  pour de caméras cachées mêlant cascade burlesque et comédie.
Parallèlement, il crée sa propre technique de cascade pour intégrer le milieu du cinéma. En 2014 il devient recordman mondial du plus saut à l'élastique enflammé et intègre le Livre Guinness des Records et sera dans le Top 12 de tous les records mondiaux, en 2017 le record n'est toujours pas battu. Il sera reçu à l'Assemblée Nationale.
Comédien issue du théâtre et de l’Actor Studio,.
En 2004, Michaël Youn, lors d’une collaboration sur le même film Philosophale, l'invite à venir participer plusieurs fois à son émission de télévision le Morning Live.
En 2008, il effectue la tournée d'adieu : « Hello & Goodbye » de Philippe Candeloro où il s'occupe de coordonner toutes les cascades.[réf. nécessaire]

## Palmarès

### Championnats du monde
- 1997 :  Médaille d'or en Technique Argentine IMAF International Martial Arts Federation
- 1999 :  Médaille d'argent en combat Hongrie IMAF International Martial Arts Federation

### Championnats de France de Boxe Chinoise
- 2010 :  Vice-Champion de France
- 2001 : Champion de France
- 1998 :  Vice-Champion de France FFKBFCDA
- 1996 :  Champion de France FFKBFCDA

### Championnats d'Europe de Boxe Chinoise
- 2000 : Coupe d’Europe de Boxe Chinoise :  Vice-Champion d'Europe (combat) en Allemagne
- 1996 :  : Coupe d’Europe de Boxe Chinoise (combat)  en  France

### Championnats International de Boxe Chinoise
- 1996 :  : African Cup  de Boxe Chinoise (Combat)  au Maroc

### Karaté
- 1995 : Vainqueur de la Coupe de Paris

## Filmographie

### Cinéma

#### Comme cascadeur
- 2013 : Pas très normales activités de Maurice Barthélemy
- 2012 : La mer à boire de Jacques Maillot
- 2010 : Arthur 3 : La Guerre des deux mondes de Luc Besson
- 2009 : Micmacs à tire-larigot  de Jean-Pierre Jeunet
- 2009 : Neuilly sa mère ! de Gabriel Julien-Laferrière
- 2008 : Dante 01 de Marc Caro
- 2007 : L’Invité de Laurent Bouhnik
- 2007 : Le Prix à Payer d'Alexandra Leclère
- 2007 : Taxi 4 de Gérard Krawczyk
- 2007 : Molière de Laurent Tirard
- 2006 : Indigènes de Rachid Bouchareb
- 2006 : Sheitan de Kim Chapiron
- 2005 : Le Cactus de Gérard Bitton
- 2005 : La Boite Noire de Richard Berry
- 2002 : Nid de Guêpes de Florent Emilio Siri
- 2002 : Gangsters d'Olivier Marchal
- 2001 : Astérix et Obélix : Mission Cléopâtre d'Alain Chabat
- 2000 : Le Goût des Autres d'Agnès Jaoui

#### Comme acteur
- 2006 : Les Brigades du Tigre de Jérôme Cornuau : Vazizlav
- 2001 : Philosophale de Farid Fedjer : Younger

### Télévision

#### Comme cascadeur
- 2008 : Corps Perdu d'Alain Brunard
- 2006 : Équipe médicale d'urgence d'Isabel Sebastian
- 2006 : Marie Besnard, l'empoisonneuse de Christian Faure
- 2003 : La Maison des Enfants d'Aline Issermann
- 2001 : Docteur Sylvestre,épisode Pour l’exemple, de Maurice Frydland
- 2000 : Les Misérables de Josée Dayan
- 2000 : Les Cordier, juge et flic de Bruno Herbulot
- 1997 : L'Île Bleue de Nadine Trintignant

#### Comme acteur
- 1998 : Le Bahut d'Arnaud Sélignac
- 1995 : Muriel fait le désespoir de ses parents de Philippe Faucon
- 1994 : La Grotte aux merveilles de Gérard Rombi
- 1992 : Sabine de Philippe Faucon

### Clips
- Yours de Dan Black
- Super-Héros de Canardo
- Genesis de Leck

### Spectacles
- 2008 : Hello & Goodbye L’incroyable spectacle d'adieu de Philippe Candeloro Gliss Production
- 1996 : Pocahontas Le Spectacle à Disneyland Paris

### DVD
- Le Meilleur du Pire du Morning Live M6, sorti le 20 novembre 2006 chez Sony/BMG
- Piégé par Zézé : Les plus grands fou rires de la caméra cachée (2008)